# 南三陸町
南三陸町（みなみさんりくちょう）は、宮城県北東部の三陸海岸南部に位置する町。本吉郡に属する唯一の自治体である。
藤原秀衡、秀衡の四男高衡にゆかりのある地。江戸時代には仙台藩の直轄地として番所が置かれた。

## 地理
宮城県の北東部、本吉郡の南部に位置し、志津川湾、伊里前湾に面する。湾内には椿島、竹島、船形島、野島などの島があり、リアス式海岸特有の優れた景観を持つ。沿岸部一帯は三陸復興国立公園の指定を受けている。
西・北・南西は北上山地の支脈に連なっており、町土の70%以上は森林である。
リアス式海岸の地形的な特性から津波の影響を受けやすく、近世以前においては平安前期の貞観地震（869年）に伴う大津波など、近代以降では、1896年（明治29年）の明治三陸大津波、1933年（昭和8年）の昭和三陸大津波、1960年（昭和35年）のチリ地震津波によって大きな被害を受けている。そのため、沿岸部には、防波堤や防潮堤、水門などが設置されている。2011年（平成23年）、東北地方太平洋沖地震によって被災し（東日本大震災）、特に大津波による被害は甚大となった。この地殻変動は先の貞観地震以来1141年余りを経て繰り返された現象と見なされている。また、この地殻変動によって当地域内の志津川地区の地盤は、水平方向に442 cm、垂直方向にマイナス75.27 cm移動したことが、GPS（全地球測位システム）を用いた国土地理院測地観測センターによる分析で明らかとなった（cf. 隆起と沈降）。

### 自然

#### 山地
南三陸町を代表する山である田束山は、霊峰として古くから仏教徒の修行の場となっており、頂上からは360度のパノラマ的景観が見下ろせる。
- 田束山（たつがねさん、標高512.4 m）
- 満海山（まんかいさん、標高403 m）
- 幌羽山（ほろわさん、標高312 m）
- 貞任山（さだりやま、標高360.3 m）
- 惣内山（そうないさん、標高379.6 m）

- 保呂羽山（ほろわさん、標高329.4 m）
- 釣瓶山（つるべやま、標高472 m）
- 大盤平（おおばんだいら、標高368 m）
- 神行堂山（しんぎょうどうさん、標高461 m）
- 童子山（どうじさん、標高320.5 m）

#### 河川
町内の全ての川は町内に水源を持ち、また、その河口も全て町内にある。数字は、川の最長距離（長さ）を示す。
- 伊里前川（いさとまえがわ、約7,800 m）
- 港川（みなとがわ、約6,300 m）
- 八幡川（はちまんがわ、約5,500 m）
- 水尻川（みずしりがわ、約3,400 m）

- 水戸辺川（みとべがわ、約3,124 m）
- 折立川（おりたてがわ、約2,800 m）
- 新井田川（にいだがわ、約2,100 m）
- 桜川（さくらがわ、約1,500 m）

#### 近海・沿岸地形
- 志津川湾（しづがわわん、湾口幅6.6 km。面積46.8 km2。閉鎖度指標1.04）[4]

- 伊里前湾（いさとまえわん）

- 椿島、竹島、船形島、野島

### 気候
| 志津川（1991年 - 2020年）の気候    | 志津川（1991年 - 2020年）の気候 | 志津川（1991年 - 2020年）の気候 | 志津川（1991年 - 2020年）の気候 | 志津川（1991年 - 2020年）の気候 | 志津川（1991年 - 2020年）の気候 | 志津川（1991年 - 2020年）の気候 | 志津川（1991年 - 2020年）の気候 | 志津川（1991年 - 2020年）の気候 | 志津川（1991年 - 2020年）の気候 | 志津川（1991年 - 2020年）の気候 | 志津川（1991年 - 2020年）の気候 | 志津川（1991年 - 2020年）の気候 | 志津川（1991年 - 2020年）の気候 |
| 月                                 | 1月                             | 2月                             | 3月                             | 4月                             | 5月                             | 6月                             | 7月                             | 8月                             | 9月                             | 10月                            | 11月                            | 12月                            | 年                              |
| ---------------------------------- | ------------------------------- | ------------------------------- | ------------------------------- | ------------------------------- | ------------------------------- | ------------------------------- | ------------------------------- | ------------------------------- | ------------------------------- | ------------------------------- | ------------------------------- | ------------------------------- | ------------------------------- |
| 最高気温記録 °C （°F）             | 16.2 (61.2)                     | 20.2 (68.4)                     | 23.8 (74.8)                     | 30.2 (86.4)                     | 33.5 (92.3)                     | 34.2 (93.6)                     | 36.3 (97.3)                     | 38.0 (100.4)                    | 35.0 (95)                       | 30.6 (87.1)                     | 24.1 (75.4)                     | 20.5 (68.9)                     | 38.0 (100.4)                    |
| 平均最高気温 °C （°F）             | 5.4 (41.7)                      | 6.3 (43.3)                      | 9.8 (49.6)                      | 15.1 (59.2)                     | 19.4 (66.9)                     | 22.1 (71.8)                     | 25.5 (77.9)                     | 27.3 (81.1)                     | 24.2 (75.6)                     | 19.3 (66.7)                     | 13.8 (56.8)                     | 7.9 (46.2)                      | 16.3 (61.3)                     |
| 日平均気温 °C （°F）               | 0.7 (33.3)                      | 1.2 (34.2)                      | 4.2 (39.6)                      | 9.2 (48.6)                      | 14.0 (57.2)                     | 17.5 (63.5)                     | 21.4 (70.5)                     | 23.0 (73.4)                     | 19.8 (67.6)                     | 14.2 (57.6)                     | 8.4 (47.1)                      | 3.1 (37.6)                      | 11.4 (52.5)                     |
| 平均最低気温 °C （°F）             | −3.1 (26.4)                     | −3.0 (26.6)                     | −0.6 (30.9)                     | 3.8 (38.8)                      | 9.2 (48.6)                      | 13.8 (56.8)                     | 18.3 (64.9)                     | 19.8 (67.6)                     | 16.2 (61.2)                     | 9.8 (49.6)                      | 3.5 (38.3)                      | −0.9 (30.4)                     | 7.2 (45)                        |
| 最低気温記録 °C （°F）             | −12.3 (9.9)                     | −12.5 (9.5)                     | −8.1 (17.4)                     | −4.4 (24.1)                     | 0.2 (32.4)                      | 4.5 (40.1)                      | 9.5 (49.1)                      | 12.5 (54.5)                     | 6.7 (44.1)                      | −0.5 (31.1)                     | −4.7 (23.5)                     | −9.6 (14.7)                     | −12.5 (9.5)                     |
| 降水量 mm （inch）                 | 45.3 (1.783)                    | 39.2 (1.543)                    | 88.6 (3.488)                    | 103.3 (4.067)                   | 116.7 (4.594)                   | 130.7 (5.146)                   | 167.3 (6.587)                   | 142.8 (5.622)                   | 184.2 (7.252)                   | 155.3 (6.114)                   | 70.7 (2.783)                    | 54.2 (2.134)                    | 1,302.3 (51.272)                |
| 平均降水日数 （≥1.0 mm）           | 6.1                             | 6.2                             | 8.4                             | 9.0                             | 10.2                            | 11.0                            | 13.1                            | 11.1                            | 11.3                            | 9.0                             | 7.5                             | 7.1                             | 110.5                           |
| 平均月間日照時間                   | 171.9                           | 171.4                           | 192.3                           | 199.5                           | 199.7                           | 157.9                           | 139.9                           | 161.1                           | 137.9                           | 155.6                           | 158.6                           | 153.4                           | 1,997.1                         |
| 出典1：Japan Meteorological Agency |                                 |                                 |                                 |                                 |                                 |                                 |                                 |                                 |                                 |                                 |                                 |                                 |                                 |
| 出典2：気象庁                      |                                 |                                 |                                 |                                 |                                 |                                 |                                 |                                 |                                 |                                 |                                 |                                 |                                 |

### 広域地域区分
宮城県内の「三陸・県北・仙台・県南」の地勢的地方区分のうち、三陸地方に属し、その南部に位置する。また、同県の「北部・中部・南部」の地勢的地方区分では、中部地方に属し、その北東部に位置する。
県の広域行政区分上、気仙沼市と本吉郡（現在は南三陸町のみ）とで「広域気仙沼・本吉圏」を形成する。

### 隣接する自治体
cf.　宮城県の市町村全図
- 気仙沼市：北部で隣接。
- 登米市：西部で幅広く隣接。
- 石巻市：南部で隣接。

### 町内の地域
cf. 南三陸町の地名
cf. 
- 中心地の地名：南三陸町志津川字塩入（町役場所在地域）。
- 歌津地区：旧・歌津町域にある地域名は、大字名「歌津」の後に小字名が続く形の地名となっている。例として、歌津字伊里前。
- 志津川地区：旧・志津川町域（昭和の合併前の志津川町域）にある地域名は、大字名「志津川」の後に小字名が続く形の地名となっている。例として、志津川字塩入、志津川字本浜町、志津川字清水浜。
- 入谷地区：旧・入谷村域にある地域名は、大字名「入谷」の後に小字名が続く形の地名となっている。例として、入谷字鏡石、入谷字入大船沢。
- 戸倉地区：旧・戸倉村域にある地域名は、大字名「戸倉」の後に小字名が続く形の地名となっている。例として、戸倉字寺浜、戸倉字水戸辺、戸倉字波伝谷[12]。
  - 　なお、日本郵便の郵便番号一覧等では大字と小字の間の「字」が省略される場合があるが、「字」が入るのが正式な表記である[13]。

## 歴史

### 年表
※新暦導入以前（1872年以前）の日付は和暦による旧暦。丸括弧内は西暦で、1581年以前はユリウス暦、1582年以降はグレゴリオ暦。

#### 近世以前
- 天武天皇朝（672年 - 685年）：入谷村に入谷八幡神社が創建されたと伝わる。
- 貞観年間（859年 - 877年）：大和国にある龍田神社の分霊を祀り、龍田明神社（現・荒澤神社）が創建されたと伝わる。
- 平安時代中期 - 後期：陸奥全土で安部氏（俘囚の流れを汲む先住民系の豪族）が繁栄。霊峰・田束山に信仰を寄せる。
- 康平5年9月17日（1062年10月22日）：前九年の役の最終局面（安倍貞任の敗死）。これをもって安倍氏が滅亡し、陸奥国は出羽清原氏（俘囚の流れを汲む先住民系の豪族）の勢力圏に入る。出羽清原氏も田束山を信奉。
- 寛治元年11月14日（1087年12月11日）：後三年の役の最終局面（清原家衡の敗死）。これをもって東北地方全土に覇を唱えていた出羽清原氏惣領家は消滅し、代わって奥州藤原氏が台頭。奥州藤原氏も田束山を篤く信奉し、数多く伽藍・僧房を造営する。
- 平安時代末期：平泉の藤原秀衡が、田束山の山頂に羽黒山清水寺、中腹に田束山寂光寺、北嶺に幌羽山金峰寺など、7堂伽藍・70余房を造営。
- 文治5年9月3日（1189年10月14日）：奥州合戦の最終局面（藤原泰衡の敗死）。これをもって奥州藤原氏は滅亡し、陸奥全土は鎌倉幕府の直轄地となる。源頼朝に始まる幕府の歴代為政者も田束山に信仰を寄せ、多くの伽藍・僧房を再建・造営する。
- 平安時代の後：田束山麓の樋の口地区に、円仁（慈覚大師）の作と伝えられる不動明王像を祀る樋の口不動尊が建立される。
- 1609年（慶長14年）：伊達藩が仙台城大手門前の広瀬川に大橋を架け直すこととなり、荒澤神社境内にある大杉の神木25本が建材として求められ、伐採・搬出される[14][15]。このとき、後世に知られる2本の巨木「太郎坊杉」と「次郎坊杉」（後者は1958年に台風で倒壊）は残された[14][15]。

#### 近代以降
- 1888年（明治21年）7月：本吉村（現・志津川地区）志津川字城場囲に、志津川蚕糸組合惣代高橋長十郎を社長として7名の出資により旭館製絲器械場（資本金3,500円）が設立される。養蚕農家の産繭の委託製糸を取り扱い、製品の生糸は、横浜同伸社を通じて米国に輸出された。1894年（明治27年）には旭製絲株式会社（資本金8,000円）に改組された。1911年に製糸用ボイラーを利用して火力発電を開始し、本吉地方初の電気事業者となった。その後、世界恐慌による経営状態の急速な悪化及び糸価暴落により、1937年（昭和12年）解散[16]。
- 1949年（昭和24年）：志津川町漁業協同組合（宮城県漁業協同組合志津川支所の前身）が発足[17]。
- 1958年（昭和33年）9月27日午前6時頃：狩野川台風が三陸沖を通過[18]。荒澤神社境内の巨木「次郎坊杉」が暴風で倒壊し失われる[18]。
- 1960年（昭和35年）5月24日：チリ沖で5月22日（現地時間）に発生したマグニチュード9.5のチリ地震が引き起こした最大波高6mの津波（チリ地震津波）が三陸海岸に到達し、志津川町（現・志津川地区）で41人が死亡するなど、大きな被害が出る[18]。
- 1963年（昭和38年）12月：チリ地震津波災害復旧事業により、志津川湾に防潮堤と水陸門が完成[18]。
- 1966年（昭和41年）11月7日：椿島の暖地性植物群落が、「椿島暖地性植物群落」の名で国の天然記念物に指定される[18]。
- 1970年（昭和45年）：歌津町（現・歌津地区）館崎西海岸に分布する下部三畳系大沢層から脊椎動物化石が発見される。その後に周辺で発掘された化石に加え、本吉町（現・気仙沼市本吉地区）大沢の大沢層模式地から採集された3個体と合わせた研究の結果、1978年に世界最古の新種の魚竜、ウタツギョリュウとして公表された[19]。
- 1975年（昭和50年）：志津川湾でギンザケ養殖漁業が開始。その後、全盛期には水揚げ高35億円に上った[17]。
- 1977年（昭和52年）12月11日：国鉄（JRの前身）気仙沼線が延伸し、陸前戸倉駅、志津川駅、清水浜駅、歌津駅、陸前港駅が開業。これにより、気仙沼線は全線開通する。
- 1979年（昭和54年）3月30日：当町域を含む三陸海岸が宮城県内3番目の国定公園「南三陸金華山国定公園」に指定される。
- 1985年（昭和60年）7月：志津川湾のギンザケが水揚げ量3,000 t、水揚げ高25億円に達する[18]。
- 1991年（平成3年）
  - 7月：志津川町（現・志津川地区）がチリで作られたモアイのレプリカを輸入し、公園に設置（志津川のモアイ）。
  - 歌津町（現・歌津地区）で複合型スポーツ施設「平成の森」が開業。
- 1995年（平成7年）5月28日：志津川町の入谷地区（現・南三陸町志津川入谷）に観光施設「ひころの里」が開所[20][21]。
- 1999年（平成11年）：歌津町が町制40周年を記念し「国際魚竜サミット」を開催。
  - 10月13日：歌津町が山形県立川町と友好町盟約を締結。
  - 11月7日：歌津町がイタリアのベザーノ町（ロンバルディア州）と姉妹都市提携 (cf.)。
- 2005年（平成17年）10月1日：南三陸町が誕生。
- 2006年（平成18年）5月17日：南三陸町開町記念式典。山形県庄内町との友好町盟約（旧歌津町・旧立川町の盟約を継承）および災害時における相互応援協定を締結 (cf.)。
- 2007年（平成19年）
  - 2月4日：志津川町漁業協同組合が閉所（宮城県下の他の沿海漁協30所も同時期に閉所）[22]。
  - 4月1日：閉所した宮城県内31漁協を前身団体とする宮城県漁業協同組合が発足。31漁協が支所となる[23]。
- 2008年度（平成20年度）：三陸縦貫自動車道の延伸道路として、志津川インターチェンジを含む南三陸道路が新規事業化。
- 2010年（平成22年）9月7日：伊里前川水系伊里前川流域の歌津払川地区で、多目的ダムである「払川ダム」が着工（当時、2013年3月完成予定）[24][25]。
- 2011年（平成23年）
  - 2月1日：総人口17,382人。
  - 3月11日：東日本大震災が発生。

- 2012年（平成24年）
  - 2月4日：平成23年度地域づくり総務大臣表彰で、最高賞の「大賞」を受賞[26]。
  - 2月25日：南三陸さんさん商店街（仮設）開設。
- 2016年（平成28年）10月30日：三陸沿岸道路三滝堂インターチェンジ（登米市） - 志津川インターチェンジ間が開通し、町内に高速道路が到達。
- 2018年（平成30年）10月18日：歌津、志津川及び戸倉の海域を含む同町の海域（気仙沼市（旧本吉町）境 - 石巻市（旧北上町）境）が、「志津川湾」としてラムサール条約湿地に登録。海藻藻場としては日本初の登録地[27]。
- 2020年（令和2年）10月12日：東日本大震災で被災した防災対策庁舎の周辺に震災復興祈念公園が開園[28]。
- 2022年（令和4年）10月1日：南三陸311メモリアルを開館[29]。

### 行政区域の変遷（市町村制施行以後）
- 2005年（平成17年）10月1日：本吉郡の志津川町と歌津町の市町村合併により南三陸町が誕生。町名は「リアス町」など公募で寄せられた多くの案の中から最多得票によって選ばれた。

## 東日本大震災
2011年（平成23年）3月11日14時46分18秒、マグニチュード9.0の東北地方太平洋沖地震が発生し、南三陸町は震度6弱（観測地点：歌津地区、志津川地区）を記録した。さらにこの地震が引き起こした大津波は町内の3つの川を逆流し、1960年（昭和35年）のチリ地震による津波の到達地点を越えて内陸深く進入した。町役場庁舎もこの津波に巻き込まれた。
この地震による地殻変動に伴い、志津川地区の地盤は大きくずれた（「地理」節で詳述）。
町内にある5つの鉄道駅は、周辺地域の駅同様、その全てが甚大な被害を受けた。陸前戸倉駅は駅と周辺施設の全てが跡形もなく流失し、志津川駅・陸前港駅は駅舎などが流失し、線路も大きな被害を受けた。高台よりにあった歌津駅と清水浜駅は辛うじてプラットホームが残ったものの、歌津駅の駅舎は全壊、周辺の線路は大きくねじ曲がった。気仙沼線は至る所で線路が寸断し、鉄橋も崩落、トンネル内にも瓦礫や漁船等の津波漂流物が入り込んだ。
町庁舎と仙台法務局（気仙沼支局）は共に被災し、保管していた電子化済みの戸籍データが完全消滅したと懸念されたが、同法務支局の上層階で約1年前の戸籍データ副本が発見された（3月22日発表）。
2011年6月22日時点で判明した人的被害は死者542人、行方不明者664人、町内の避難者2,697人、町外および県外への避難者1,832人、建物被害は全壊3,166棟・大規模半壊91棟・半壊54棟で、被災率61.1%。仮設住宅は申し込み数2,045戸に対して1,233戸が完成し、併せて、民有地35箇所が活用されている。
後年、犠牲となった人の追悼・鎮魂の場であると共に、甚大な被害の記憶や教訓を継承していく施設は隈研吾設計の「南三陸町3部作」として南三陸さんさん商店街・南三陸町震災復興祈念公園・南三陸311メモリアルが造られた。

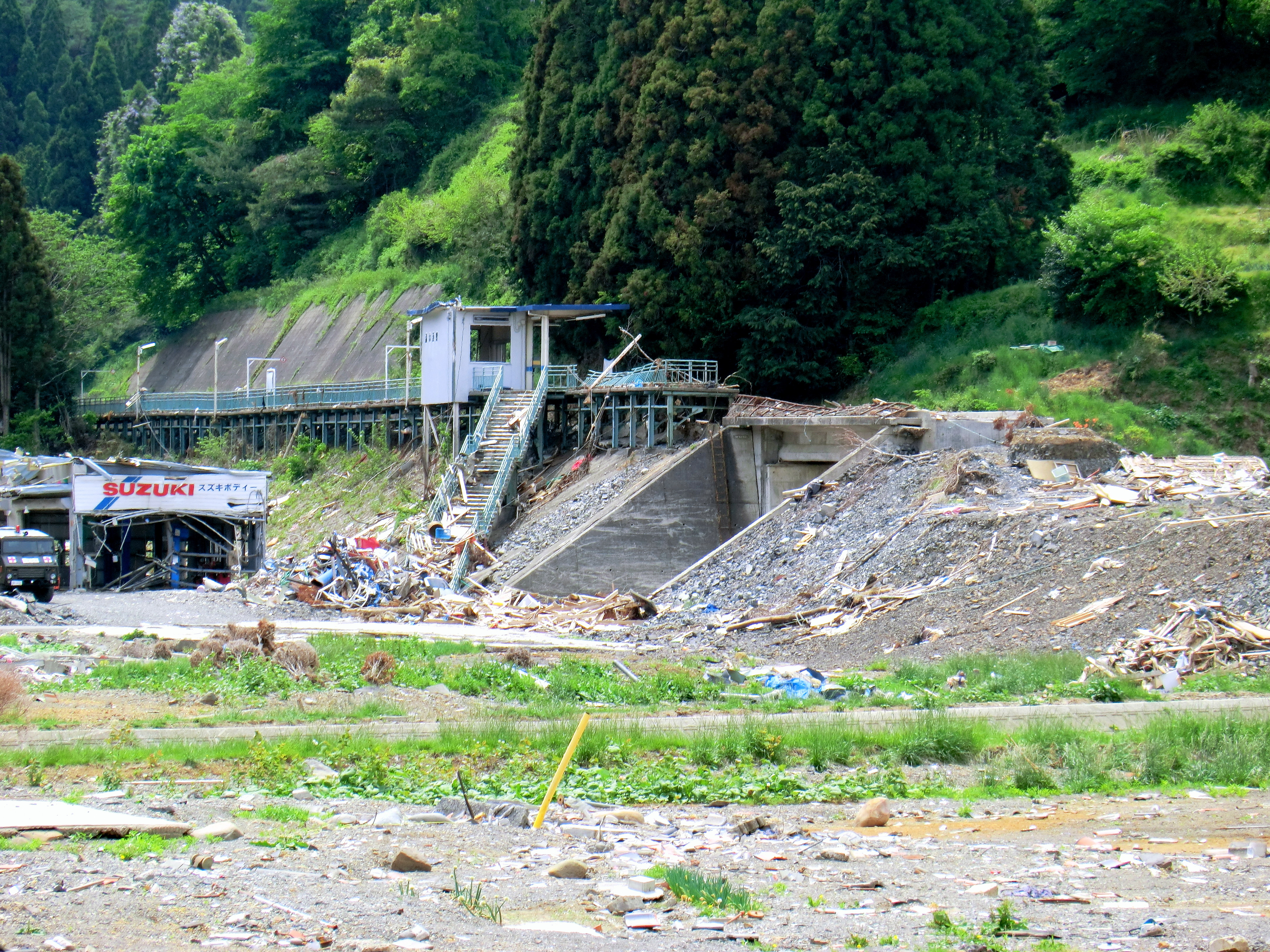
清水浜駅の駅舎。プラットホームは流失を免れたが、周囲の線路は一部が流失（2011年5月）。
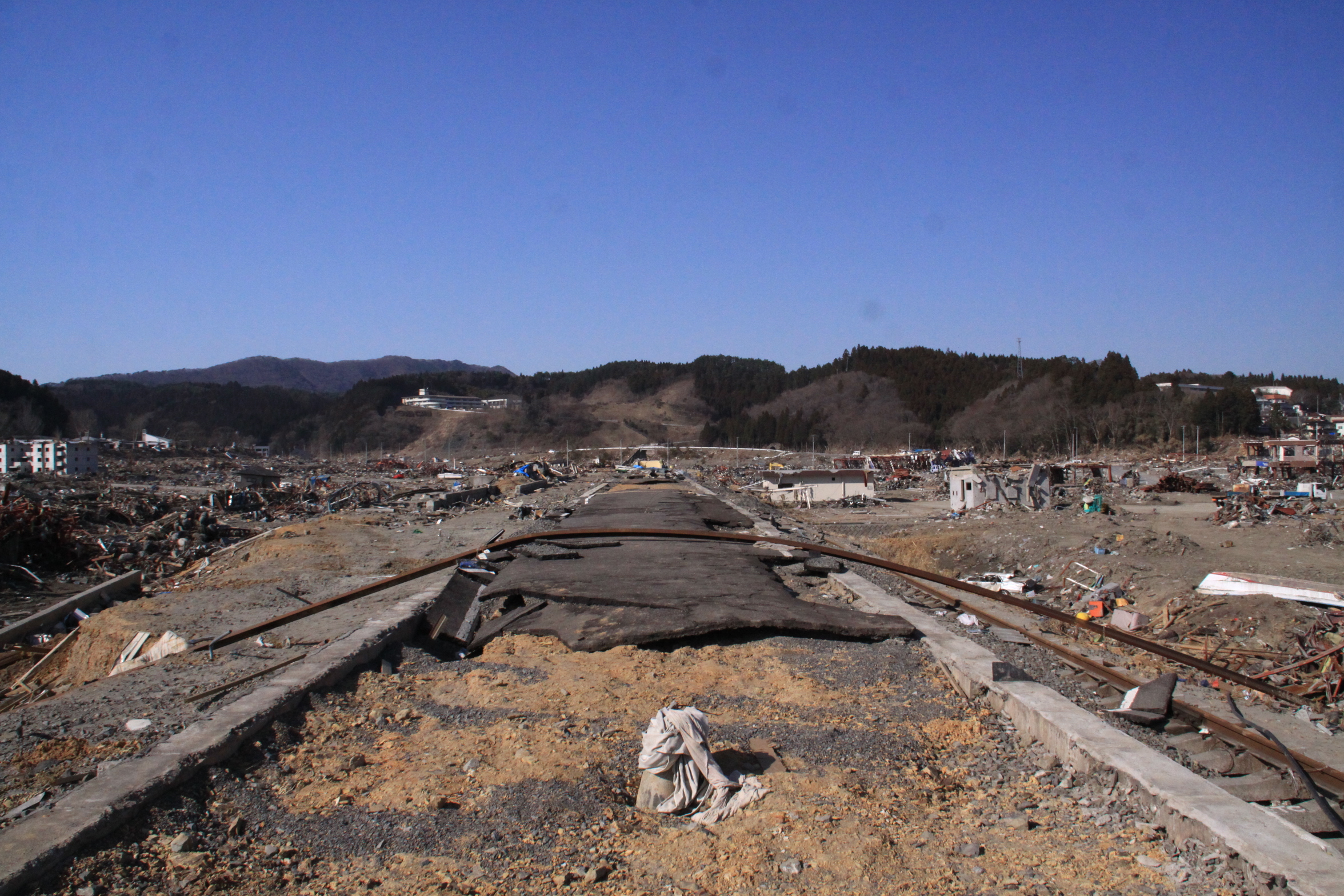
志津川駅から気仙沼駅方面を望む（2011年4月）
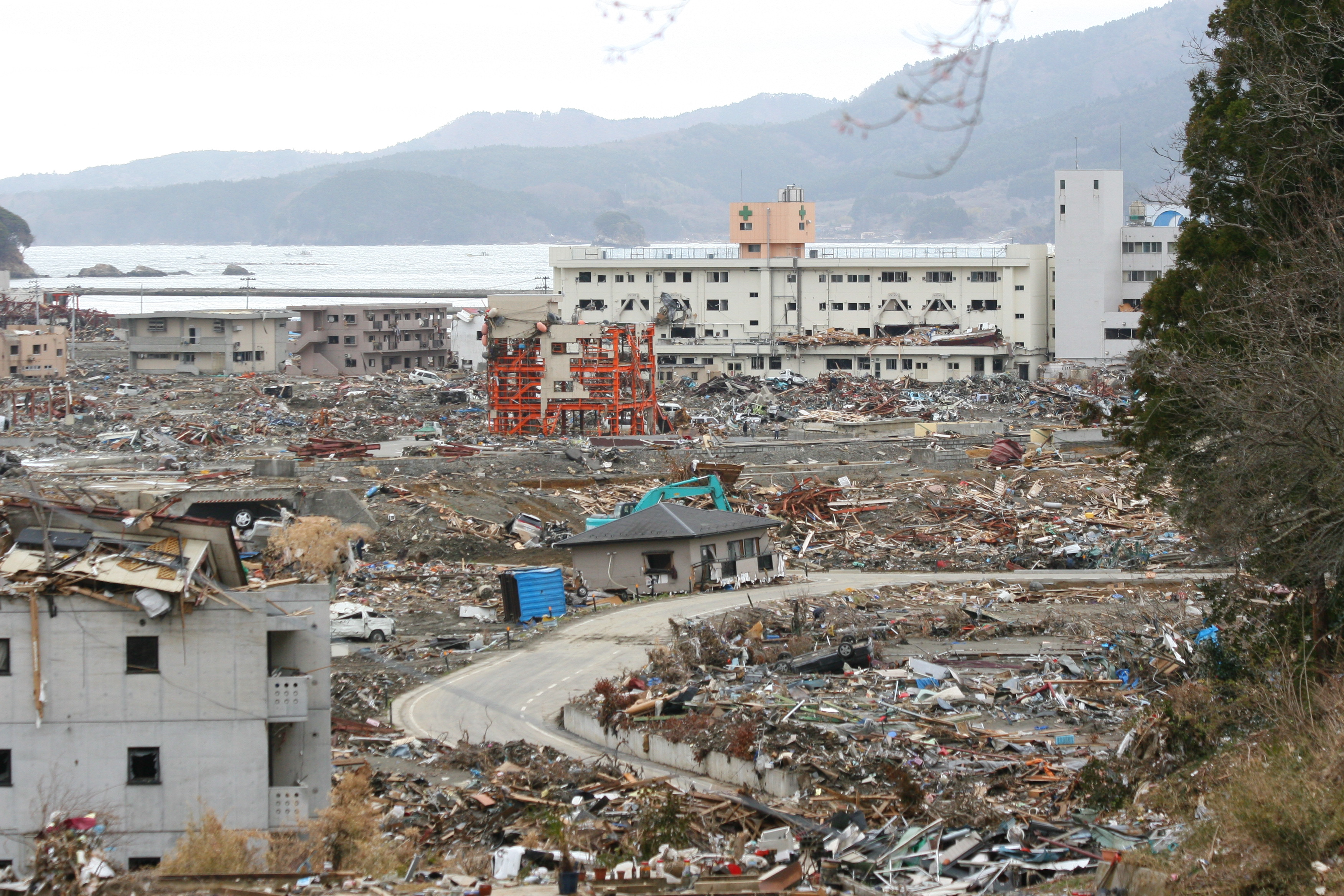
震災から約1か月後の公立志津川病院付近
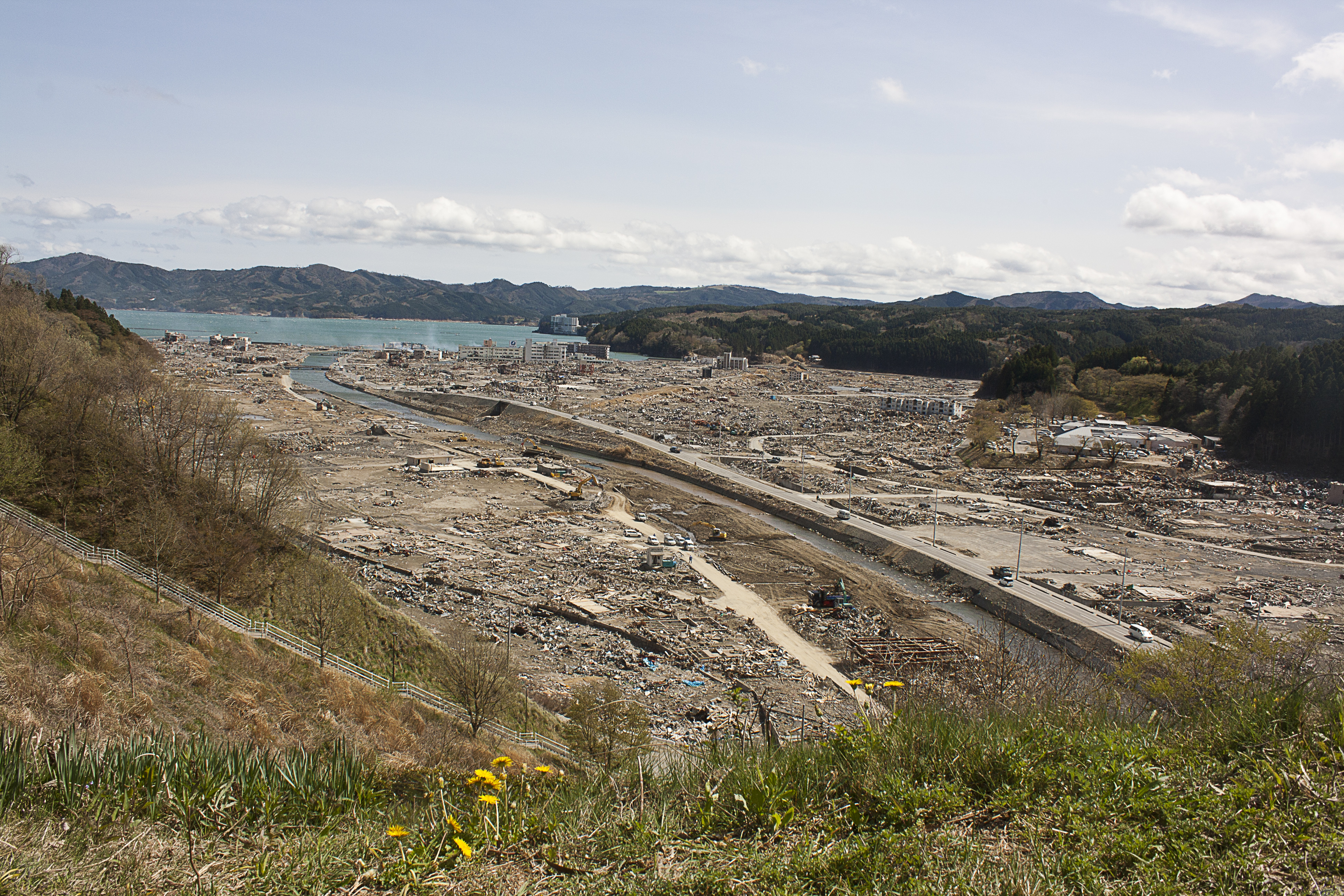
志津川地区（2011年5月）
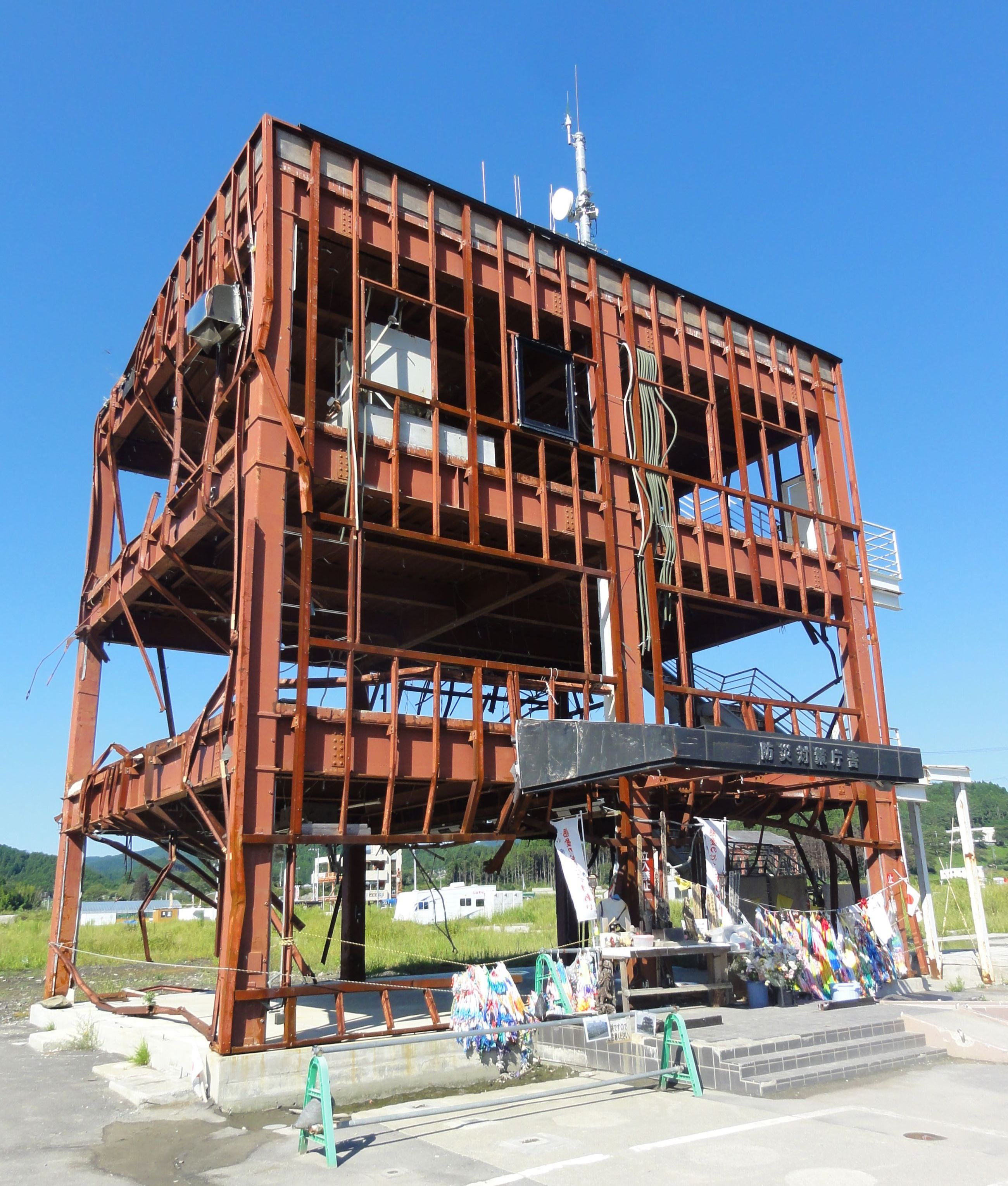
津波で骨組みを残して破壊された南三陸町防災対策庁舎（2012年9月）

## 行政

### 歴代町長
| 代 | 氏名   | 就任年月日                | 退任年月日 | 備考                                      |
| -- | ------ | ------------------------- | ---------- | ----------------------------------------- |
| 1  | 佐藤仁 | 2005年（平成17年）11月6日 | （現職）   | 2期目在任中に東日本大震災が発生 (cf. 1)。 |

### 庁舎
- 南三陸町役場：南三陸町志津川字沼田101
- 歌津総合支所：南三陸町歌津字菅の浜60

### 町議会
定数：13名
任期：2021年（令和3年）11月6日 - 2025年（令和7年）11月5日
- 議長：星 喜美男（ほし きみお）
- 副議長：菅原 辰雄（すがわら たつお）

### 名誉町民
旧志津川町名誉町民
- 第一号 - 田中完義 昭和44年11月3日推戴（宮城県町村会会長）
- 第二号 - 阿部権治郎 昭和44年11月3日推戴（宮城県議会副議長）
- 第三号 - 勝倉三九郎 平成3年2月3日推戴（宮城県町村会会長）

旧歌津町名誉町民
- 第一号 - 阿部権之亟 昭和46年11月推載
- 第二号 - 梶原良雄 昭和54年11月推載
- 第三号 - 畠山郁朗 平成11年4月推載
- 第四号 - 佐藤榮太郎 平成11年4月推載

## 姉妹都市・提携都市

### 国内
- 日本 山形県東田川郡庄内町[40][41]
  - 1993年（平成5年） 歌津町の小学生が立川町（現・庄内町の狩川、清川、立谷沢）を訪問して砂金採り体験を行ったことから交流がはじまった。歌津町の町制40周年を記念して友好町盟約を締結。その後、市町村合併により2005年（平成17年）に立川町が庄内町に、歌津町が南三陸町になっており、2006年（平成18年）に南三陸町と庄内町の間で改めて友好町盟約を締結。同時に災害時における相互援助協定が結ばれている。
  - 1999年（平成11年）10月13日 旧歌津町と旧立川町が友好町提携
  - 2006年（平成18年）5月17日 友好町盟約・災害時における相互援助協定締結

### 国外
- イタリア ロンバルディア州ベザーノ[42][43]
  - 1999年（平成11年）11月7日 旧歌津町と国際友好都市提携

歌津町では魚竜ウタツサウルスの化石が発見されており、そのことをもって同じく魚竜ベサノサウルス（英語版）の化石が発見されているベザーノ町と縁があった。1995年以降中学生の相互ホームステイなど国際交流などが行われており、歌津町で開催された「国際魚竜化石サミット」に際して国際友好都市提携盟約書が結ばれた[43]（歌津町町長・牧野駿とベザーノ町長・コロンボが締結）。歌津中学校の生徒がベザーノに赴いてホームステイする交流は、現在は行われていない。ベザーノは市内に「ウタツ公園」を造り、歌津町側は町内の総合施設「平成の森」内にレストラン「ベザーノ」を設置した。

## 地域

### 人口
| |                                          |  |
| 南三陸町と全国の年齢別人口分布（2005年） | 南三陸町の年齢・男女別人口分布（2005年） |  |
| ■紫色 ― 南三陸町 ■緑色 ― 日本全国 | ■青色 ― 男性 ■赤色 ― 女性                |  |
| 南三陸町（に相当する地域）の人口の推移 \| 1970年（昭和45年） \| 22,943人 \| \| \| 1975年（昭和50年） \| 22,343人 \| \| \| 1980年（昭和55年） \| 22,243人 \| \| \| 1985年（昭和60年） \| 21,970人 \| \| \| 1990年（平成2年） \| 21,401人 \| \| \| 1995年（平成7年） \| 20,428人 \| \| \| 2000年（平成12年） \| 19,860人 \| \| \| 2005年（平成17年） \| 18,645人 \| \| \| 2010年（平成22年） \| 17,429人 \| \| \| 2015年（平成27年） \| 12,370人 \| \| \| 2020年（令和2年） \| 12,225人 \| \| |                                          |  |
| 総務省統計局 国勢調査より |                                          |  |
| 1970年（昭和45年） | 22,943人                                 |  |
| 1975年（昭和50年） | 22,343人                                 |  |
| 1980年（昭和55年） | 22,243人                                 |  |
| 1985年（昭和60年） | 21,970人                                 |  |
| 1990年（平成2年） | 21,401人                                 |  |
| 1995年（平成7年） | 20,428人                                 |  |
| 2000年（平成12年） | 19,860人                                 |  |
| 2005年（平成17年） | 18,645人                                 |  |
| 2010年（平成22年） | 17,429人                                 |  |
| 2015年（平成27年） | 12,370人                                 |  |
| 2020年（令和2年） | 12,225人                                 |  |

2020年における各種人口統計は以下の通りである。なお、一部の数字は四捨五入されている。
- 人口増減率（3年前比）：5.93%減
- 世帯増減率（3年前比）：0.50%減
- 老年人口比率：35.29%
- 後期高齢者比率：19.40%
- 外国人人口：180人
- 平均年齢：51.7歳
- 可住地人口密度：346.8人/km2
- 第一次産業就業人口比率：21.1%
- 第二次産業就業人口比率：31.3%
- 第三次産業就業人口比率：43.6%

#### 各地区の人口・世帯数
2022年3月時点の各地区の人口と世帯数。
増減率は、5年前の2017年3月時点と10年前の2012年3月時点との比較。
|        | 人口    | 人口    | 人口     | 人口          | 人口          | 世帯数    | 世帯数        | 世帯数        |
| 地区名 | 男性    | 女性    | 人口 計  | 増減（'17年） | 増減（'12年） | 世帯数    | 増減（'17年） | 増減（'12年） |
| ------ | ------- | ------- | -------- | ------------- | ------------- | --------- | ------------- | ------------- |
| 志津川 | 2,405人 | 2,527人 | 4,932人  | -8.54%        | -26.74%       | 2,008世帯 | -1.71%        | -14.51%       |
| 歌津   | 2,027人 | 2,027人 | 4,054人  | -9.36%        | -15.02%       | 1,326世帯 | -3.91%        | -4.60%        |
| 戸倉   | 646人   | 686人   | 1,332人  | -12.02%       | -33.29%       | 456世帯   | -8.43%        | -25.85%       |
| 入谷   | 901人   | 916人   | 1,817人  | -11.19%       | -1.83%        | 654世帯   | -0.30%        | 25.04%        |
| 合計   | 5,979人 | 6,156人 | 12,135人 | -9.61%        | -20.95%       | 4,444世帯 | -2.90%        | -8.87%        |

### 面積
2020年における各種面積統計は以下の通りである。なお、一部の数字は四捨五入されている。
- 総面積：163.40 km2
- 可住地面積：37.45 km2

### 経済

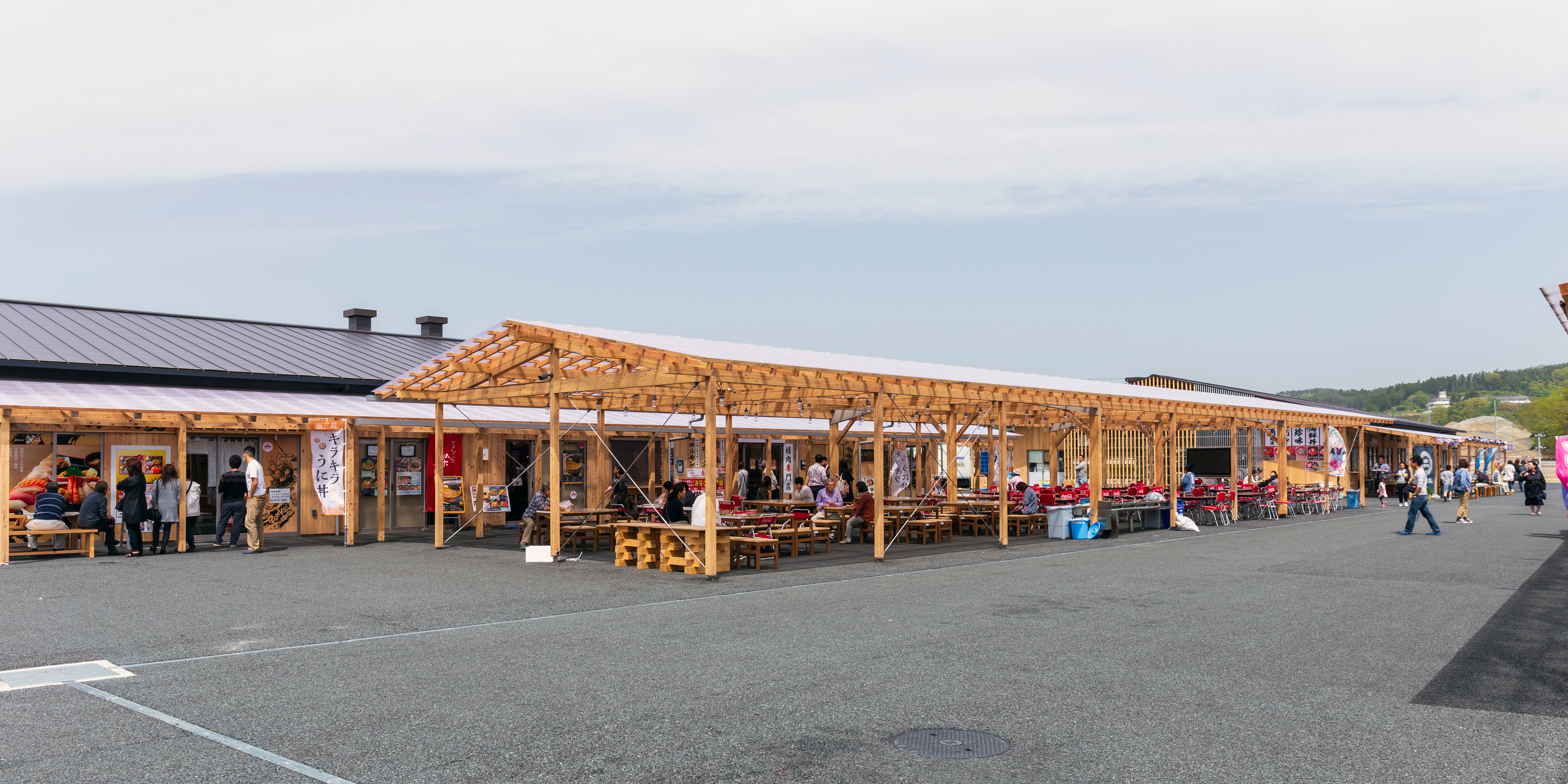
南三陸さんさん商店街

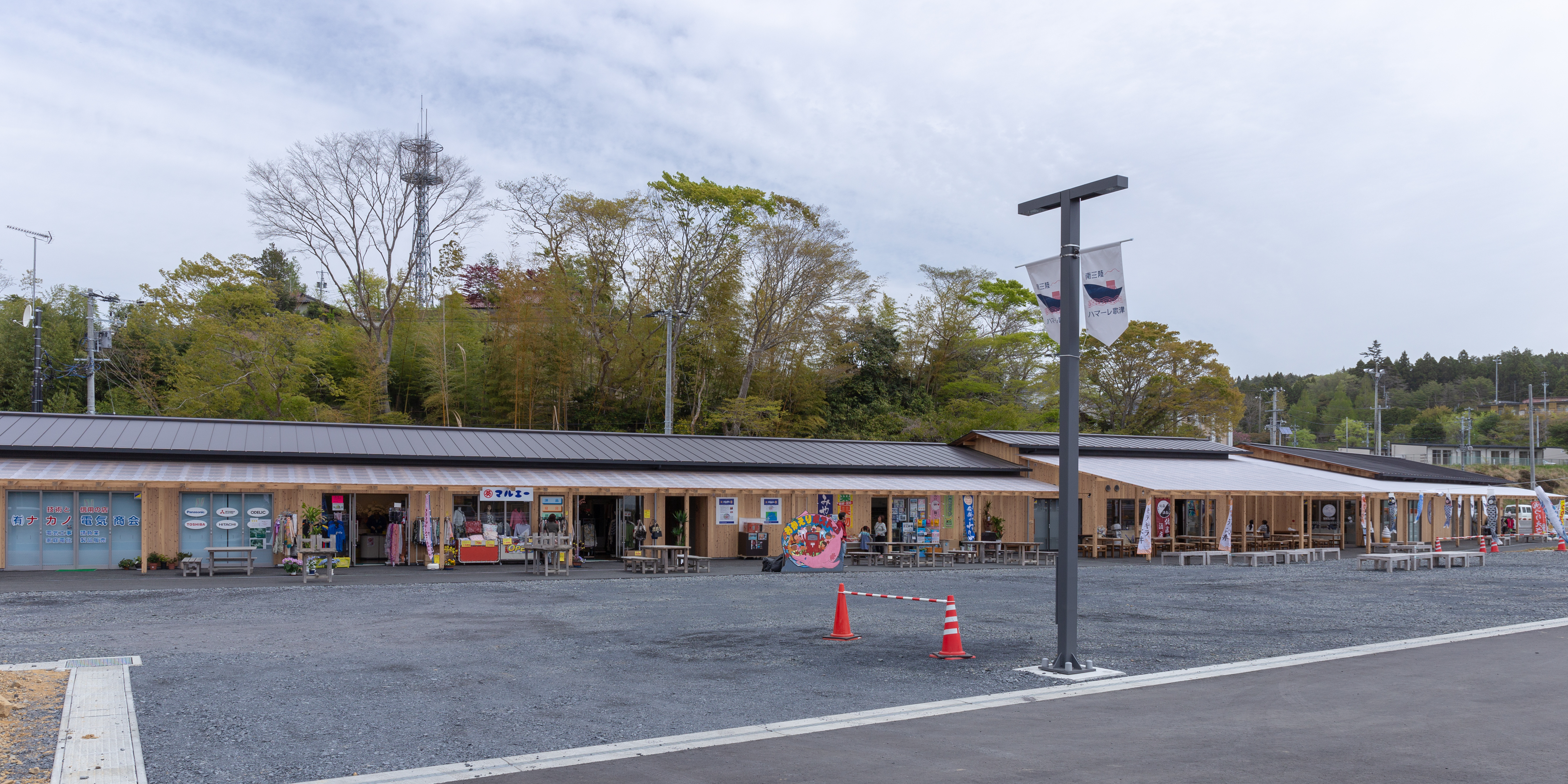
南三陸ハマーレ歌津

2020年における各種経済統計は以下の通りである。なお、一部の数字は四捨五入されている。
- 歳出総額：285.8億円
- 財政力指数：0.30
- 財政健全度：54.64
- 自主財源比率：58.8%
- 事業所数（民営）：492
- 従業者数（民営）：4,338人
- 納税義務者1人あたりの所得：261.2万円
- 持家世帯比率：66.3%
- 住宅地平均地価：1.04万円/m2
- 世帯あたり乗用車保有台数：1.77台

## 公的機関

### 警察
宮城県警察
- 南三陸警察署（管轄：南三陸町）
  - 入谷、歌津、戸倉、清水駐在所

### 消防
気仙沼・本吉地域広域行政事務組合（管轄：南三陸町・気仙沼市）
- 南三陸消防署
  - 歌津出張所

### 医療
- 南三陸町立南三陸病院（南三陸病院）

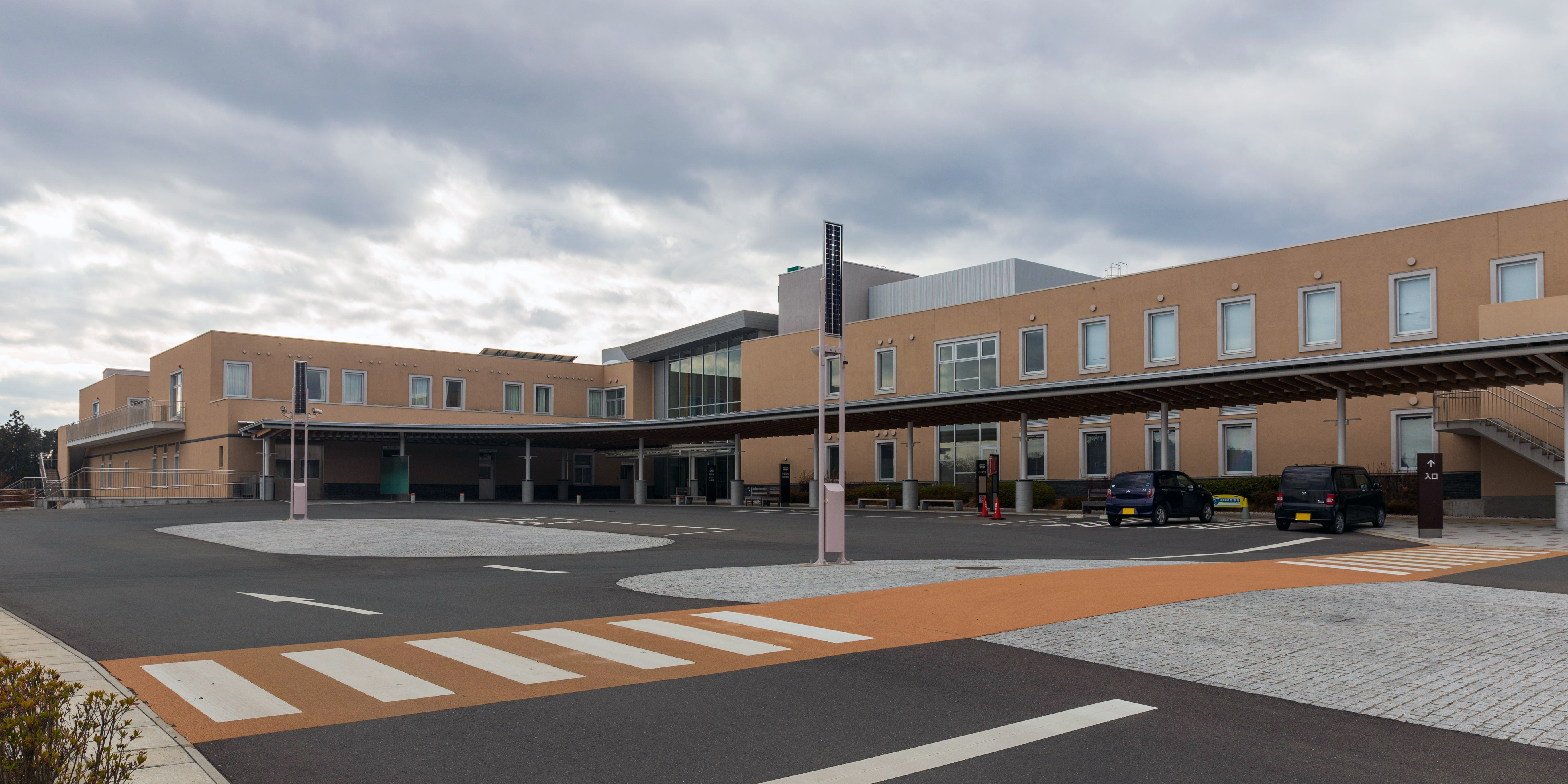
南三陸病院

かつては公立志津川病院が町内にあり、町の中核病院として機能していたが、東日本大震災で被災。隣接する登米市の登米市立よねやま診療所の空き病棟を借り受けて入院患者を受け入れ、通院患者は町内の仮設診療所で対応していた。2015年12月14日、町内に南三陸病院が開業し、公立志津川病院の機能を引き継いだ。尚、総工費56億円のうち約4割(22億円)が台湾からの支援である。

## 公共施設
主要施設のみ掲載。
公民館
- 志津川公民館（南三陸町生涯学習センター内）
- 歌津公民館
- 入谷公民館
- 戸倉公民館

図書館
- 南三陸町図書館（南三陸町生涯学習センター）

運動施設
- 松原公園：陸上競技場、野球場
- 南三陸町総合体育館（ベイサイドアリーナ）
- 平成の森：アリーナ、しおかぜ球場、多目的運動場、キャンプ場
- 林際町民プール

## 経済

### 産業
江戸時代以降、入谷地区を中心に養蚕業が盛んに行われるようになり、仙台藩における養蚕・生糸生産の中心地となったが、生糸生産は現在ではほとんど行われていない。
志津川湾では、ギンザケ、カキ（牡蠣）、ホタテガイ、ホヤ、ワカメなどの海面養殖業が盛んに行われてきている。東日本大震災までは、農漁業体験を含む滞在・体験型の観光にも力を入れていた。
産業別就業者数（2005年国勢調査）
- 第一次産業：2,303人
- 第二次産業：2,611人
- 第三次産業：3,937人

#### 水産業
- 宮城県漁業協同組合志津川支所（南三陸町志津川本浜。cf. 1949、1975、2007）[49]
- 志津川漁港：第2種漁港。気仙沼漁港（気仙沼湾）と女川漁港（女川湾）の中間に位置し、宮城県北部地域の中核漁港として沿岸漁業や海面養殖業が行われてきた[48]。
- 伊里前漁港：第2種漁港。主要漁種は浅海養殖業によるもの[50]。
- 志津川魚市場：志津川本浜町に所在。
- 遠藤養魚場：戸倉地区に所在。

### 金融機関
- 七十七銀行志津川支店
- 仙台銀行志津川支店 歌津支店

## 教育

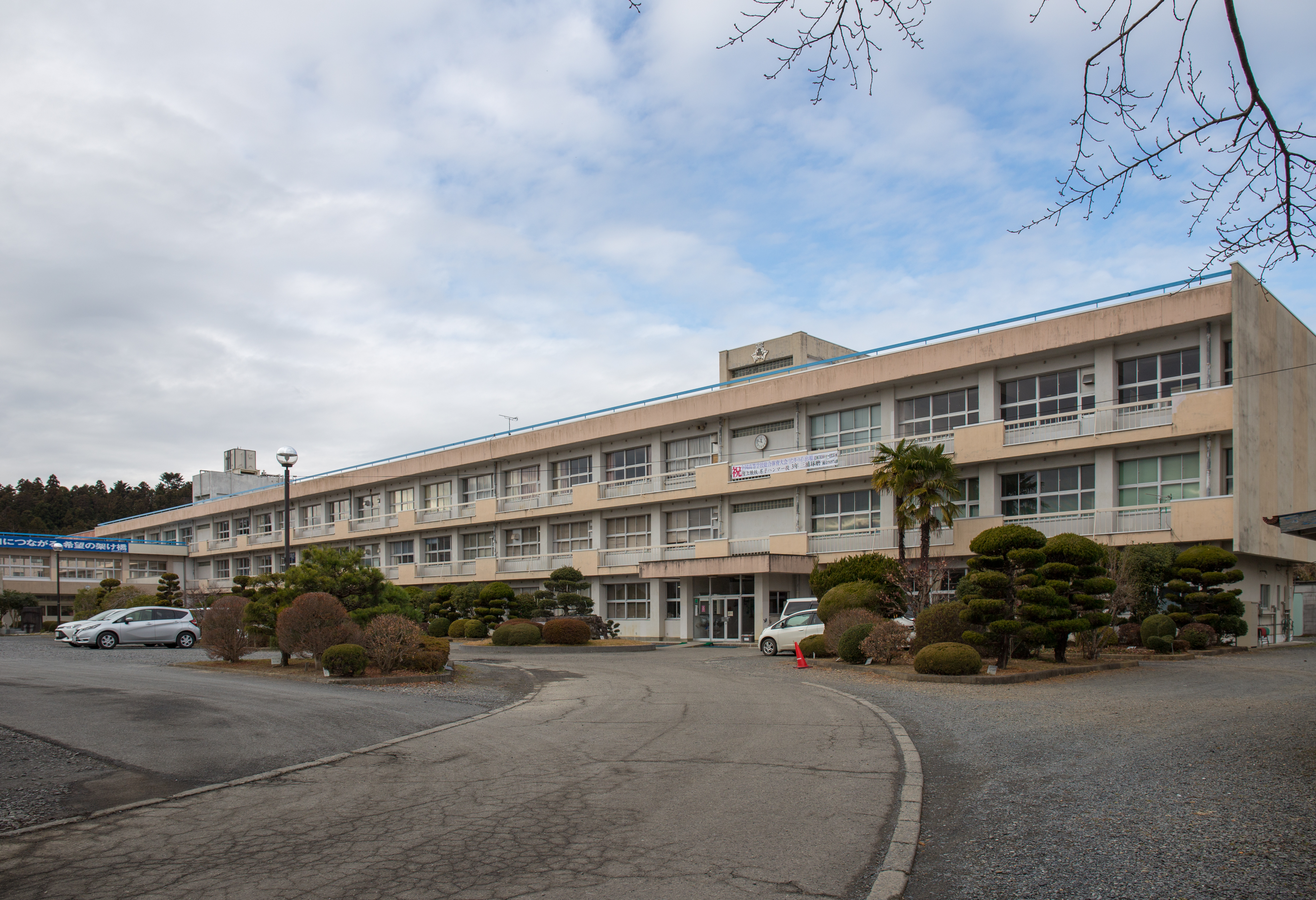
宮城県志津川高等学校

旧歌津町（現・歌津地区）では伊里前小学校、名足小学校の児童による創作ミュージカルが年に一回行われていた。これはプロの脚本・指導によるもので、ストーリーは昔から伝わる民話を基にしたものが多く、ミュージカル作品を通じて郷土に対する理解を深めることと、レッスンを通して情操教育を行う狙いもあった。このユニークな取り組みが評価され、第2回ふるさとイベント大賞（自治大臣表彰）を受賞した。

### 高等学校
- 宮城県南三陸高等学校

### 中学校
- 南三陸町立志津川中学校
- 南三陸町立歌津中学校

※以下は廃校
- 南三陸町立入谷中学校（2009年・志津川中へ統合）
- 南三陸町立戸倉中学校（2014年・同上）

### 小学校
- 南三陸町立志津川小学校
- 南三陸町立伊里前小学校
- 南三陸町立戸倉小学校
- 南三陸町立入谷小学校
- 南三陸町立名足小学校

※以下は廃校
- 南三陸町立藤浜小学校（2007年・戸倉小へ統合）
- 南三陸町立荒砥小学校（2008年・志津川小へ統合）
- 南三陸町立清水小学校（同上）

### 未就学児施設
保育所（町立・私立）
- 志津川保育所
- 伊里前保育所
- 戸倉保育所
- マリンパル保育園（株式会社 阿部長商店）

認定こども園（町立・私立）
- 名足こども園
- 入谷ひがし幼児園（一般社団法人 きぼうの森）

幼稚園（私立）
- あさひ幼稚園（大雄寺）

## 郵便・物流

### 郵便
郵便局
- 志津川郵便局（集配局）
- 歌津郵便局
- 戸倉郵便局（閉鎖中）

簡易郵便局
- 名足簡易郵便局
- 入谷簡易郵便局
- 歌津港簡易郵便局（閉鎖中）

### 物流
- ヤマト運輸：宮城志津川センター

## 交通

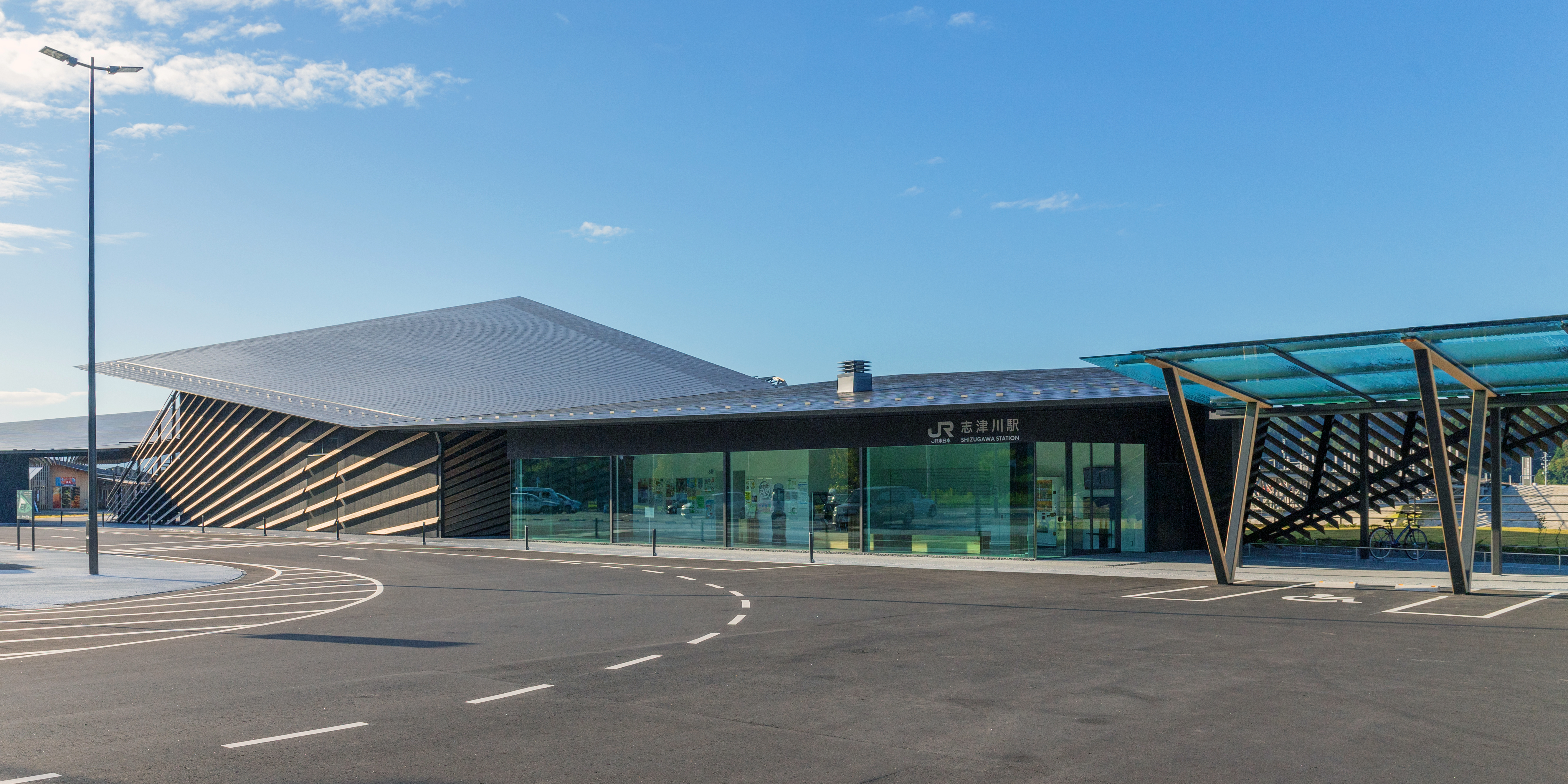
道の駅さんさん南三陸・志津川駅

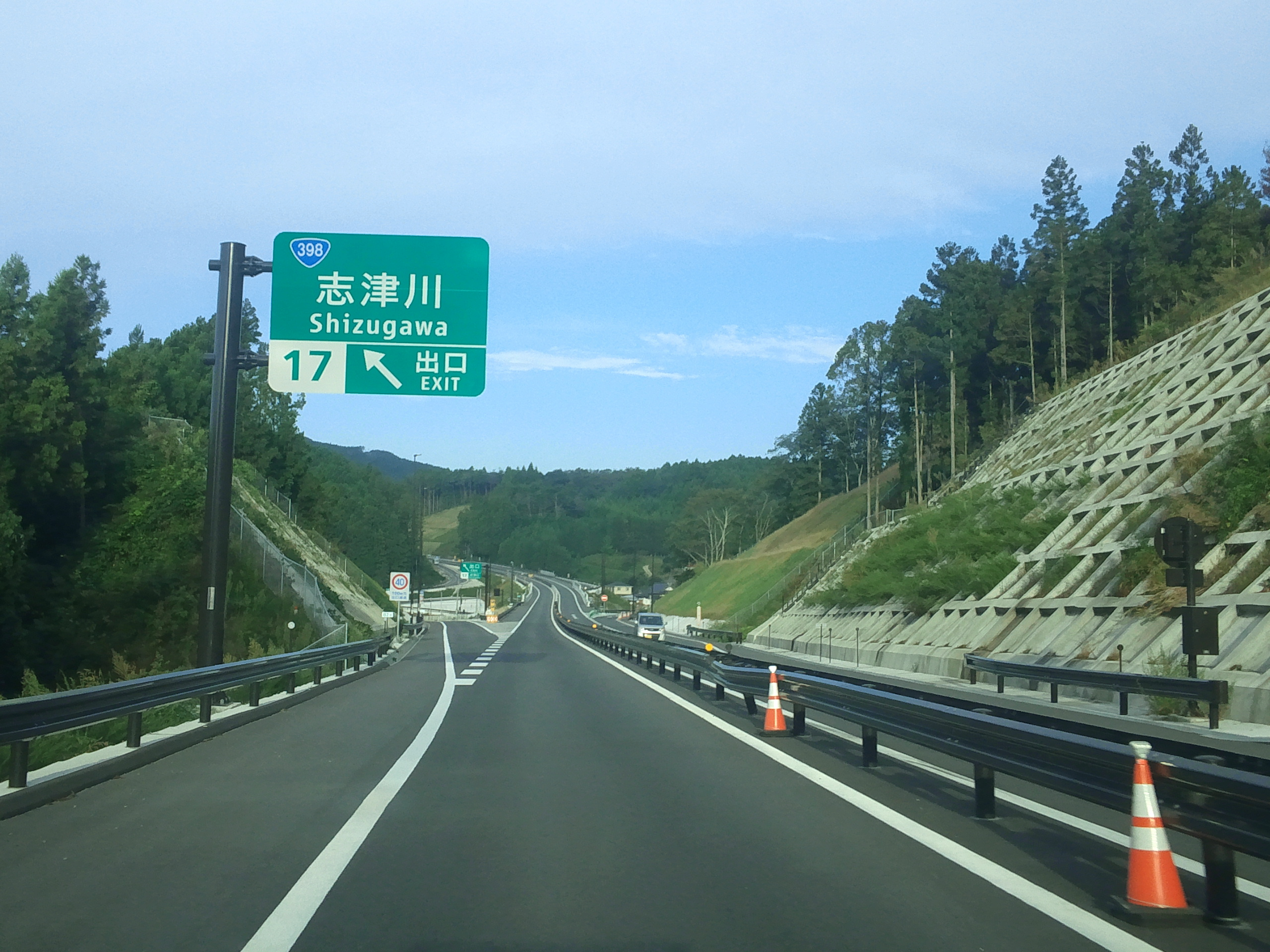
志津川IC

### 鉄道
かつてはJR東日本気仙沼線が町内を通っていたが、2011年の東日本大震災で被災し、柳津駅 - 気仙沼駅間が休止。BRT（バス高速輸送システム）で復旧し、鉄道としては休止のまま2020年に廃止された。以来、町内には鉄道路線が通っていない。鉄道を利用する場合の最寄り駅は登米市の柳津駅。

### バス

#### バス高速輸送システム
- 中心となる駅：志津川駅
- 東日本旅客鉄道（JR東日本）
  - 気仙沼線BRT：陸前戸倉駅 - 志津川駅 - 南三陸町役場・病院前駅 - 志津川中央団地駅 - 清水浜駅 - 歌津駅 - 陸前港駅

#### 路線バス
- ミヤコーバス（仙台 - 南三陸線）
- 南三陸町町民バス

### 道路

#### 高速道路
- E45 三陸沿岸道路
  - （登米市）- (17) 志津川IC - (18) 南三陸海岸IC - (19) 歌津IC - (20) 歌津北IC -（気仙沼市）
  - 歌津北ICは仙台方面のみ出入りのハーフICであるため、気仙沼方面は利用できない。

#### 一般国道
- 国道45号 ：旧・東浜街道（気仙道の一部）。
- 国道398号 ：旧・本吉街道。

#### 都道府県道
- 宮城県道172号志津川登米線
- 宮城県道206号馬籠志津川線
- 宮城県道221号清水浜志津川港線
- 宮城県道225号泊崎半島線
- 宮城県道236号払川町向線

### 道の駅
- さんさん南三陸

## 名所・旧跡・観光スポット・祭事・催事
- 田束山：cf. a, 田束山信仰
- 神割崎

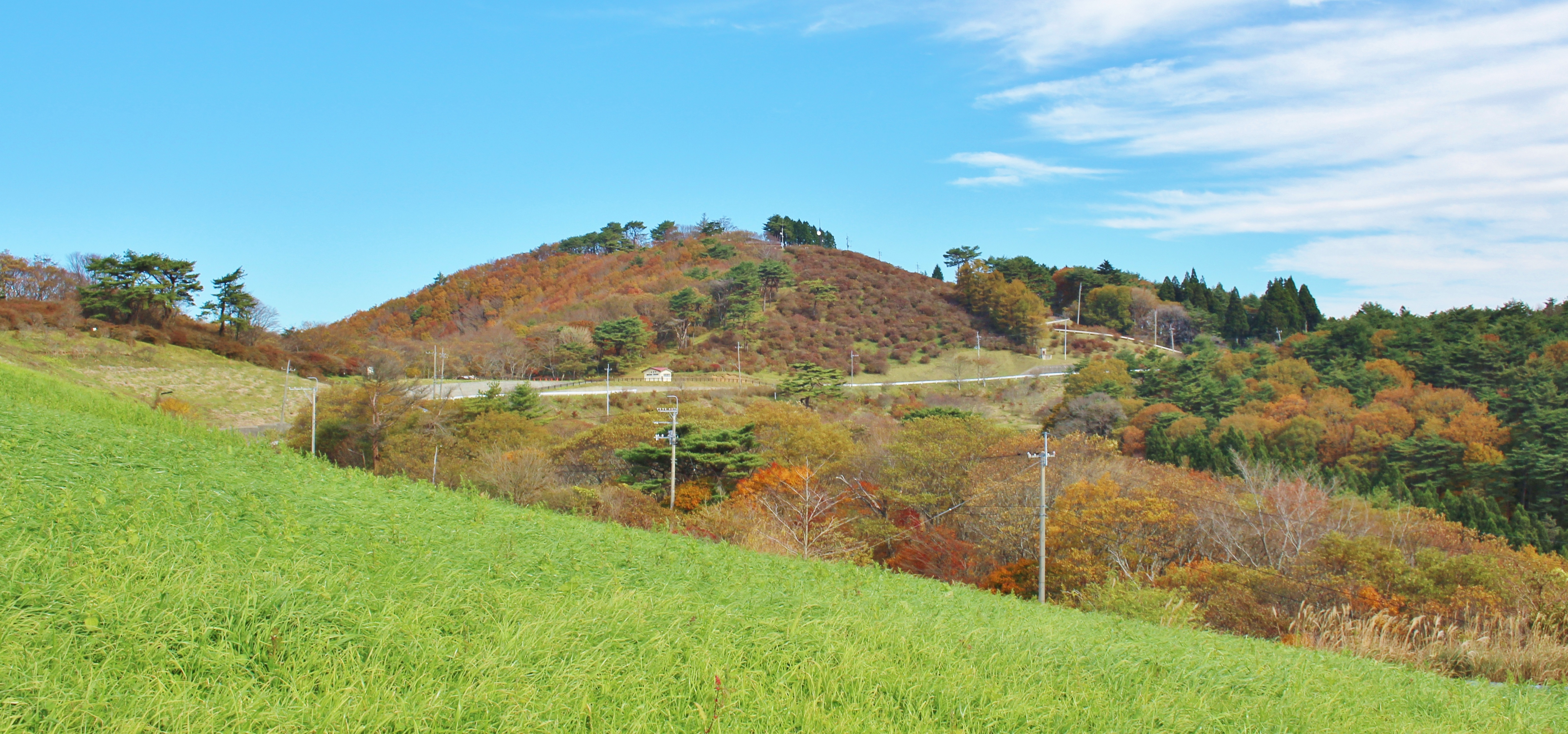
田束山

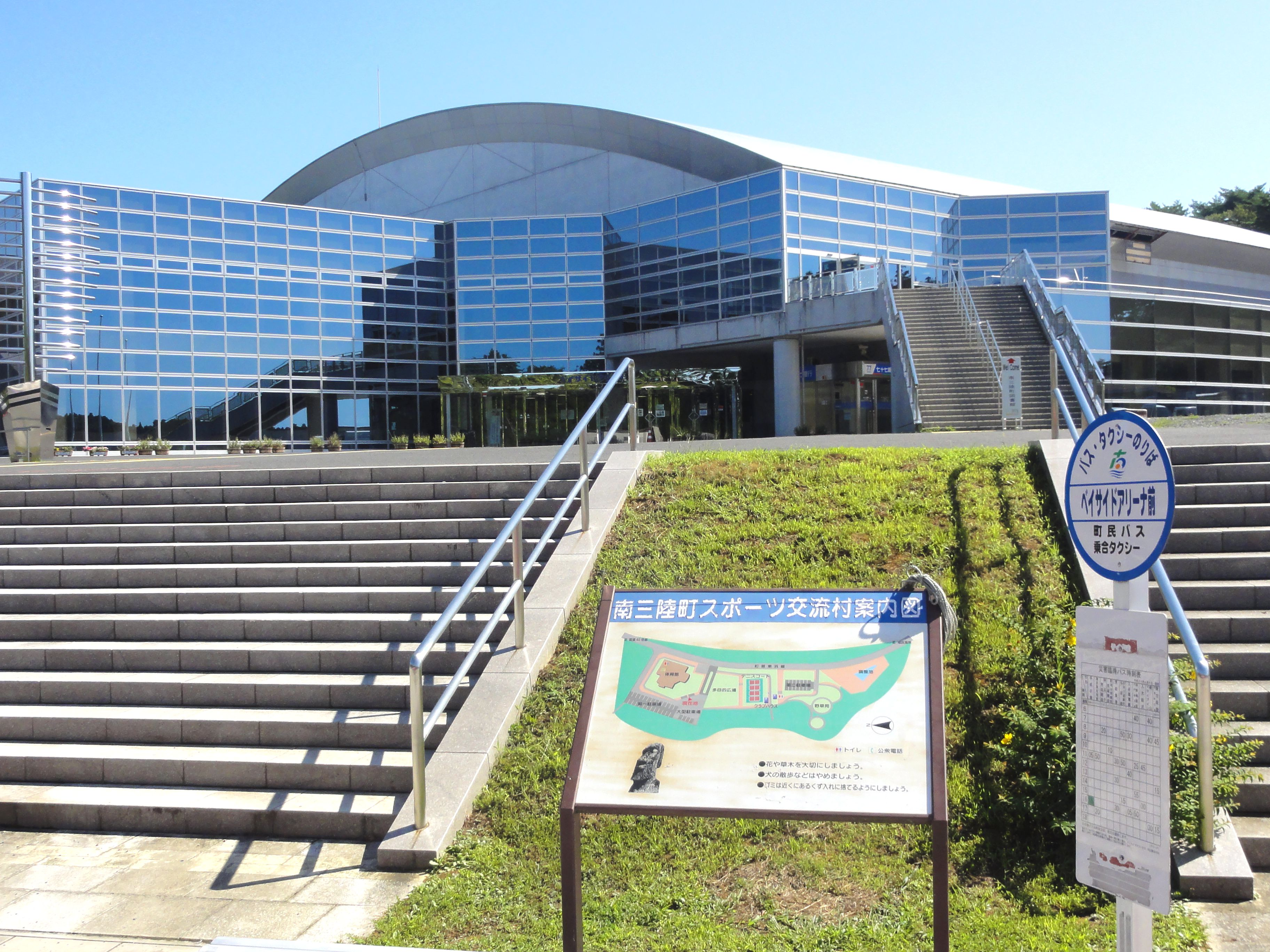
南三陸町総合体育館「ベイサイドアリーナ」

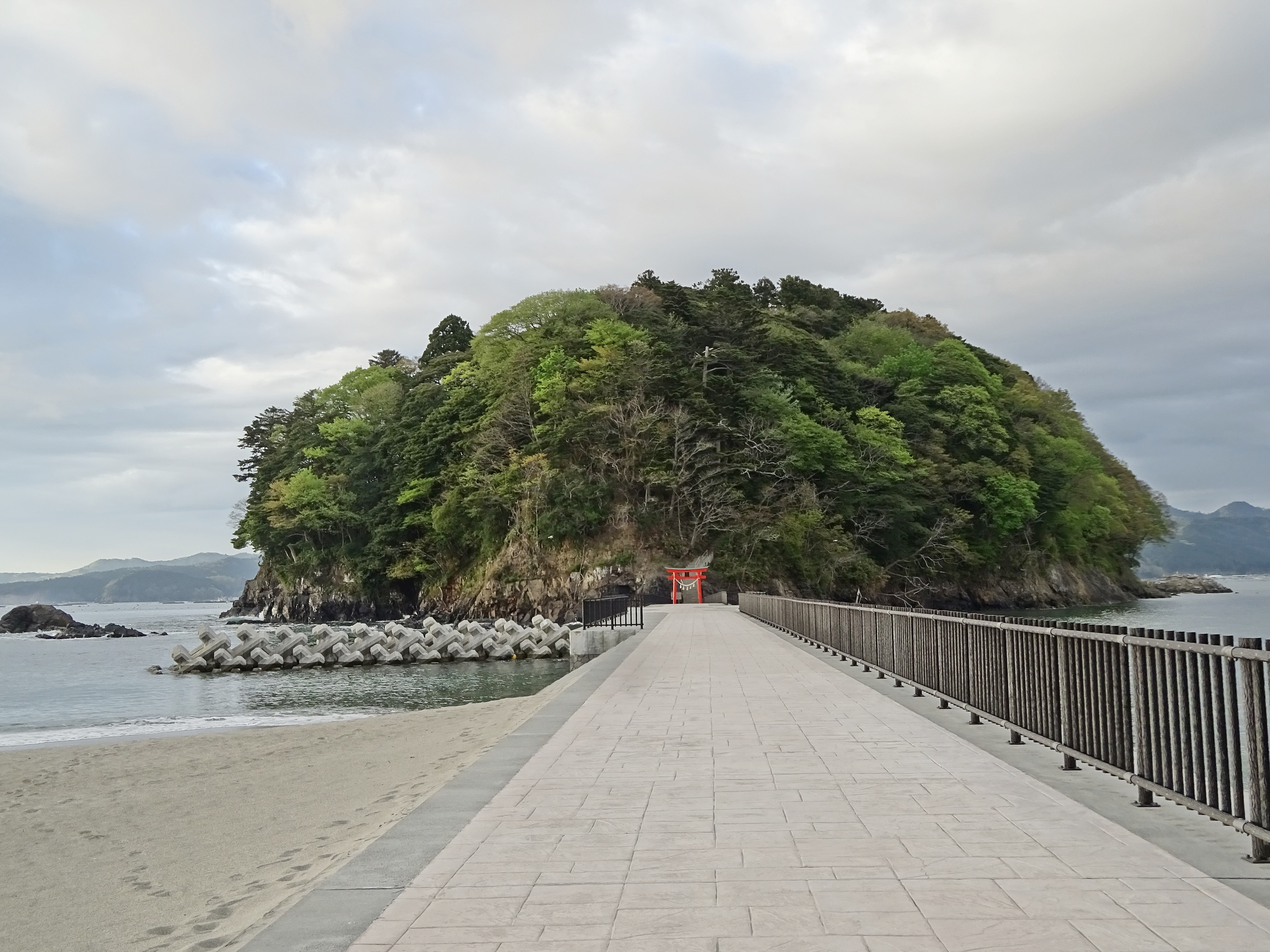
志津川袖浜の荒島

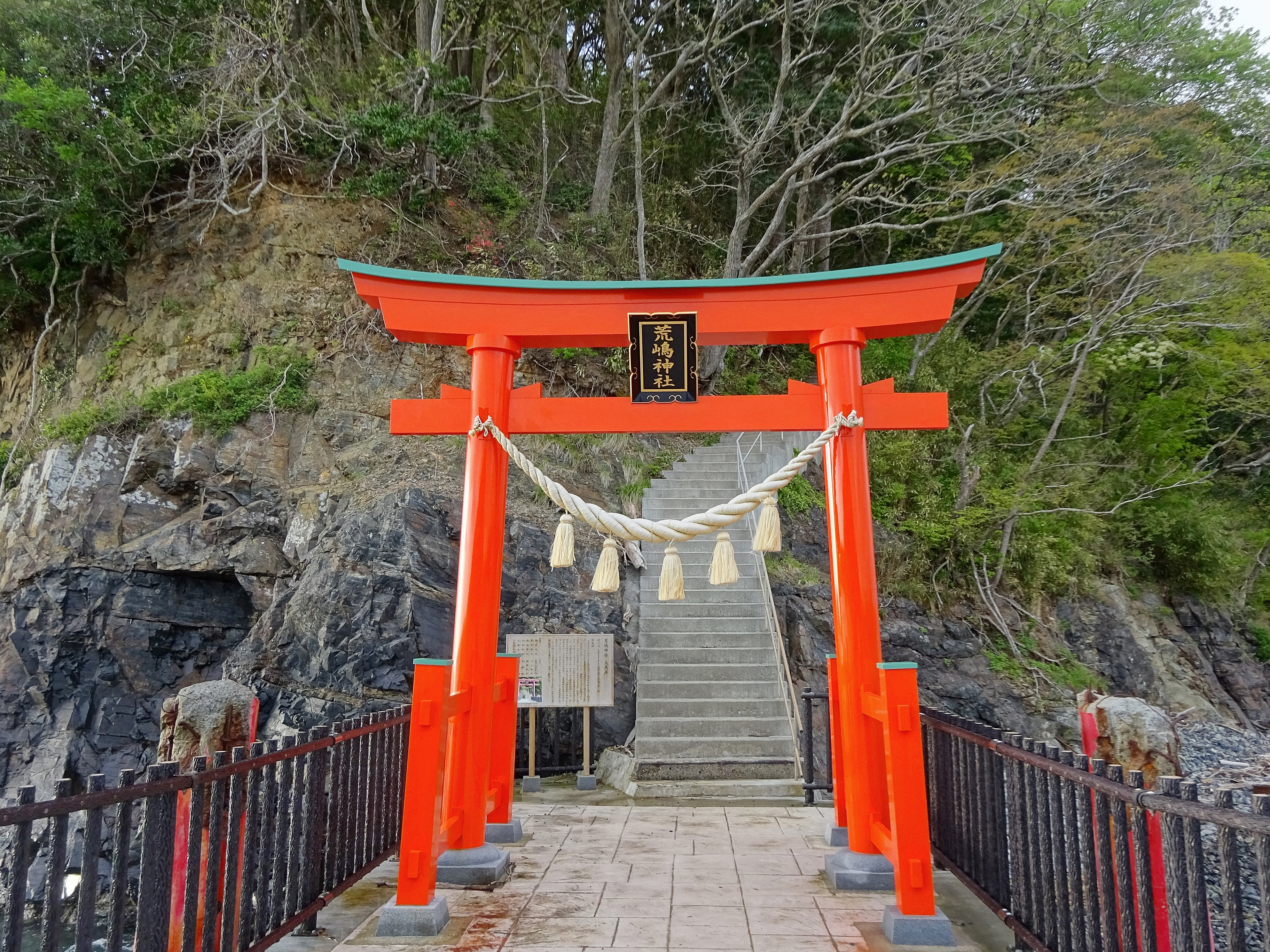
荒島にある荒嶋神社の鳥居

  - 神割崎キャンプ場（神割崎オートキャンプ場）
- 椿島：国の天然記念物「椿島暖地性植物群落」（1966年）[52]がある。
- 入谷八幡神社（いりやはちまんじんじゃ）：天武天皇元年 - 14年（672年 - 685年）の創建。入谷水口沢に所在[53]。
- 樋の口不動尊（ひのくちふどうそん）：田束山麓の樋の口地区にある荒澤不動尊で、円仁（慈覚大師）の作と伝えられる不動明王像を祀る。創建年代は平安時代以後。「つつじまつり」が5月下旬に開催される[54]。
  - 入谷打囃子（いりやうちばやし）：宮城県指定無形民俗文化財。
- 荒澤神社：別名「滝不動」[14]。貞観年間（859年 - 877年）に大和国（現・奈良県）にある龍田神社の分霊を祀り創建された[55]。志津川袖浜に所在[14]。
  - 太郎坊杉（太郎坊の杉）：境内にある、推定樹齢約800年、樹高約42 m、根周り11.7 mの杉の巨木[14][15]。1955年（昭和30年）宮城県指定天然記念物[15]。なお同神社には、かつて「次郎坊杉（次郎坊の杉）」と呼ばれる巨木もあったが、1958年（昭和33年）の狩野川台風で倒壊し失われた[15]。cf. 1609.
- 荒嶋神社 - 志津川湾に浮かぶ離島「荒島」の島の頂にある。荒島は面積0.02km2という小さな島で、本土側から堤防通路を通じ島に渡れる[56]。
- 須賀神社
- 春日神社
- 戸倉神社
- 全慶寺
- 金秀寺
- 大雄寺
- 行者の道遊歩道
- 坊ァ墓
- 志津川のモアイ

ともにチリ地震津波の被災地であるという縁で、旧志津川町は町制30周年の1990年にチリと交流を始め、チリ領イースター島に立つモアイのレプリカを造ってもらうことにした。翌1991年（平成3年）7月、志津川湾に面する公園（チリプラザ）に設置した。これはイースター島産ではなく首都サンチャゴ近郊で採れた石で彫られていたが、町では駅前のモニュメント、橋の欄干、マンホールの蓋などでモアイをモチーフに採用した。こうした「モアイ熱」は歌津町との合併による南三陸町発足後に一時しぼんだが、志津川高校の生徒が「南三陸モアイ化計画」と銘打ってグッズ開発などを進め、地域おこしの原動力となった。その最中に起きた東日本大震災で公園のモアイ像は流出した（頭部のみ瓦礫から見つかり後に志津川高校校庭に設置）が、震災翌年の2012年3月に南三陸町を訪問したチリ大統領が新たなモアイ像寄贈を約束し、モアイの修復・保存技術を日本の石工が指導したことへの恩返しとして、島の長老会が石材の持ち出しを了承した。イースター島の石工が現地産の石材を加工したモアイ像が2013年5月に届き、志津川湾近くの商業施設「南三陸さんさん商店街」に置かれた。
- ひころの里：志津川町の入谷地区（現・南三陸町志津川入谷）に造られた観光施設。cf. 1995.
- 長須賀（ながすか）海水浴場
- サンオーレそではま海水浴場（袖浜海水浴場）
- 長清水海水浴場
- 志津川海洋青年の家
- 水郷生活センター
- 平成の森
  - 平成の森しおかぜ球場
- 南三陸311メモリアル

## その他の施設
- 志津川テレビ中継局
- 歌津港テレビ中継局
- 歌津田の浦テレビ中継局
- 南三陸ホテル観洋

## ゆかりのある著名人

### 出身著名人
- まきのめぐみ：歌謡歌手。歌津生まれ。現在、南三陸町の夢大使（観光大使）の一人。
- 佐藤芳之：ケニアの実業家。
- 佐藤英敏：作曲家。代表曲『残酷な天使のテーゼ』が南三陸町の防災行政無線の時報として使われている。
- 阿部龍：ホッカイドウ競馬所属の騎手。
- トッカグン：吉本興業のお笑いコンビ。二人とも同地出身で、コンビ名の由来は陸上自衛隊仙台駐屯地第2特科群への所属経歴から。
- 遠藤未希：地方公務員、南三陸町職員。

### その他のゆかりある著名人
- 藤原秀衡：奥州藤原氏第3代当主。霊峰・田束山を信奉し、同地に七堂伽藍・七十余房を造営した。
- 菅野武：東日本大震災時に公立志津川病院の医師として患者の避難や治療に尽力し、アメリカのニュース雑誌『タイム』から2011年版「世界で最も影響力のある100人」に選ばれた。

## その他の関連事象
- ウタツサウルス - 世界最古級の魚竜の一つ[58]。歌津町館崎で最初の化石が発見された。化石を所蔵する施設として町内に魚竜館があったが、東日本大震災で被災し解体された。
- クチバシカジカ - 条鰭綱-カサゴ目-クチバシカジカ科 (Rhamphocottidae) に分類される魚[59]（学名：Rhamphocottus richardsonii、英語名：Grunt sculpin、別名：グラント・スカルピン）。この魚をモチーフにした「クチ坊」という名のマスコットキャラクターが考案され、のちに町名産のウニをモチーフにした「ウニ坊」、同じくタコをモチーフにした「タコ坊」も登場した。三陸沿岸の群生地の一つとして、福島県の水族館で紹介されたことがある。